# Il declino
Il declino (Downhill) è un film muto del 1927 diretto da Alfred Hitchcock.

## Trama
Il tempo della giovinezza. Londra. Anno scolastico 1921-1922. Cortile di un college. Si sta svolgendo una partita di rugby. Il protagonista, Roddy Berwick, è portato in trionfo dai compagni di squadra. Il rettore si congratula con il padre, sir Thomas: “Vorrei che aveste altri figli come lui”. L'amico di stanza, Tim Wakeley è col padre e con la sorella. Di soppiatto la giovane e avvenente cameriera gli consegna un biglietto: è un invito a farle visita nella pasticceria in cui lavora, nell'orario di chiusura. Roddy si cambia negli spogliatoi e lo intravediamo a torso nudo mentre si asciuga. Genitori e studenti prendono posto nella sala da pranzo. Si recita la preghiera di ringraziamento e Roddy, arrivato leggermente in ritardo, si ferma a recitarla nell'atrio mentre la cameriera graziosa e sfrontata corteggia pure lui. Durante il pranzo gustose scenette di birbantelli che, soffiando nelle cannucce delle penne, lanciano palline nelle tazze di caffè degli austeri ospiti.
L'orologio da polso segna le 17.20. L'orologio della torre segna le 18.05. È l'ora dell'appuntamento galante in pasticceria. L'amico Tim si fa accompagnare da Roddy e la cameriera balla con entrambi. Abile nel ballo Roddy è corretto e non approfitta della disponibilità della ragazza, meno portato nella danza Tim è assai più intraprendente. Divertente intermezzo: un bambino entrato in pasticceria con pochi spiccioli ottiene da Roddy, improvvisato sostituto della commessa impegnata a baciare Tim, una scatola di dolci; immediatamente il locale si riempie di bambini che vogliono comprare altre scatole di dolci. Irritata la commessa rimprovera l'ingenuo Roddy, il quale rimedia pagando con il proprio denaro, una banconota che lei si affretta a ritirare con avidità.
Cerimonia di premiazione. Roddy è elogiato dal Rettore e nominato capitano della squadra di rugby. La macchina da presa inquadra il cappello della divisa degli studenti che nello stemma ha come motto la parola “onore”. Stanza dei due ragazzi. Il bidello li chiama: li vuole il rettore. Studio del rettore. Il rettore comunica che la commessa li ha accusati di aver approfittato di lei. Nel confronto diretto con la giovane, che spera in un consistente risarcimento in denaro, ad essere accusato è Roddy, rampollo di una agiata famiglia, e non Wakeley troppo povero. Roddy protesta la sua innocenza ma non accusa Tim. Viene espulso dal collegio. “Ciò significa, signore, che non potrò più giocare per gli Old Boys?” e non dice di più. Tristemente prepara la sua valigia e consulta gli orari ferroviari. Dichiara al compagno che non ha intenzione di denunciarlo. L'altro poco nobilmente non trova il coraggio di confessare.
Nella lussuosa casa paterna Robby giunge inatteso, prima della conclusione del corso. Il confronto con il padre è durissimo.
genitore non crede alle sue giustificazioni e lo insulta, accusandolo di essere un bugiardo. Robby offeso e indignato esce di casa, deciso a non ritornare mai più. La madre spettatrice impotente, non cerca neanche di trattenerlo. Roddy è inghiottito nell'imbuto delle scale mobili che scendono verso i treni della metropolitana.
Il tempo della finzione. Inquadratura mezzobusto di Roddy in smoking: è un cliente del ristorante? La macchina da presa si abbassa e nelle sue mani c'è un vassoio: è un cameriere? La macchina da presa si sposta lateralmente su un palcoscenico e Roddy balla: è stato assunto come attore. Presto si innamora della prima attrice. Ha raccolto il portasigarette da lei dimenticato su un tavolino del ristorante e con il pretesto di restituirglielo va a farle visita nel suo camerino. La mano timidamente impugna il battente della porta tanto desiderata. Soggettiva di lei al tavolino della toilette che lo vede rovesciato e sghembo. Da una vasta e comoda poltrona girata verso il camino, si alza un fil di fumo: un ricco signore, l'amante dell'attrice, fuma, beve cognac, controlla fatture e si lamenta delle spese eccessive di lei per il guardaroba “Un altro cappotto? Vuoi mandarmi in rovina?”. Lo spiantato corteggiatore è compatito dai due che gli danno un passaggio sul taxi e lo lasciano sotto la pioggia, lontano dalla misera pensione in cui alloggia, che si vergogna di mostrare e alla quale giunge con il tram in cui non c'è posto al coperto. Inzuppato si rifugia nella stanza disadorna. Lo attende una lettera provvidenziale: ha ereditato dalla madrina la considerevole somma di 30.000 sterline. È ricco!
La successiva visita al camerino dell'attrice ha un altro tenore: elegantissimo è accolto calorosamente da lei e il suo amante è lieto di cedergli il fascio di bollette delle spese pazze della dama. Ora è Roddy ad ospitarli nel taxi che li trasporta in città. La furba e opportunista attrice è ben felice di acconsentire alla domanda di matrimonio che lo sprovveduto e troppo innamorato corteggiatore ha fretta di concludere. Sarà la sua definitiva rovina. Travolto dai debiti e tradito dalla donna col vecchio amante, Roddy non può far altro che cercare di nuovo la fuga. Un ascensore discende velocemente precipitandolo verso il basso.
Il tempo delle illusioni perdute. Parigi. Moulin Rouge. Locale da ballo per ricche signore attempate. Roddy è pagato 50 franchi per ballare con chi lo richiede. Una solitaria dama lo nota e si informa per averlo al suo tavolo. Gli chiede di raccontargli la sua storia. Un poco lo compiange e un poco lo fa vergognare. I musicisti si asciugano il sudore. È quasi l'alba. Un cliente ha un malore. Si scostano le tende per aprire i vetri e far entrare aria fresca. Un raggio di sole illumina sgarbatamente il viso della donna mettendo crudelmente a fuoco rughe e segni del tempo. Roddy si allontana cosciente dello stato in cui si è ridotto.
Marsiglia. Il porto. Roddy giace febbricitante e delirante in una bettola. Ha le allucinazioni. Dei marinai pietosi lo imbarcano nella stiva di una nave diretta a Londra. Dopo cinque giorni di navigazione è scaricato sulla banchina del porto della sua città. È molto debole e fatica a reggersi in piedi. I raggi del sole gli feriscono gli occhi, ha capogiri e in soggettiva la sua visione risulta alterata, le immagini si sovrappongono confusamente nella sua mente. Un cieco istinto lo conduce a casa e qui lo attende un insperato lieto fine. I genitori, saputa la verità sui fatti trascorsi, l'avevano invano cercato ovunque; ora increduli lo accolgono a braccia aperte. Avrà di nuovo il suo ruolo nella squadra degli Old Boys.

## Produzione
Si tratta del penultimo film per la Gainsborough con cui aveva l'impegno di girare altri due film, questo e Virtù facile. Hitchcock aveva già firmato, dopo il grande successo di Il pensionante un nuovo contratto con la British International Pictures per la considerevole cifra di 13.000 sterline annue. Distribuzione: Wardour e F.

### Soggetto
Il melodramma è un adattamento di un lavoro teatrale di Ivor Novello e Constance Collier che scrivevano con lo pseudonimo David LeStrange.

### Sceneggiatura
La sceneggiatura fu affidata a Stannard che la completò da febbraio a marzo del 1927.

### Riprese
Le riprese cinematografiche iniziarono nel mese di marzo 1927 negli studi di Islington.

### Cast
I protagonisti sono Ivor Novello (Il pensionante, 1927) e Isabel Jeans (Virtù facile, 1928); nella parte del compagno del college c'è Robin Irvine, anch'egli scritturato poi in Virtù facile, in quella di Archie l'attore Jan Hunter che avrebbe recitato con Hitchcock ancora in Virtù facile e Vinci per me!.

### Durata
La durata dei canonici 5 rulli che il maestro soleva utilizzare è di 105 minuti.

### Prima
La prima a Londra si ebbe il 24 ottobre 1927.

## Accoglienza
Il film nato per ripetere il successo di Il pensionante con l'accoppiata Novello-Hitchcock ebbe una discreta accoglienza dalla stampa del settore. Si sottolineò la debolezza dell'intreccio ma si lodò la mano esperta e il tocco originale del regista.

### Tecnica cinematografica
Hitch racconterà a Truffaut che sperimentò tecniche di ripresa e di montaggio per le visioni oniriche: allora nei film i sogni erano resi con dissolvenze e l'immagine era sempre sfumata; il regista invece fra un'inquadratura e l'altra fa uso solamente dello stacco, per integrare il sogno nella realtà.
Aveva inoltre dato istruzione che le scene del delirio fossero colorate di verde pallido a ricordo delle luci verdi che a teatro usavano accompagnare la comparsa dei fantasmi.

### Temi
Il tema centrale del film è, come recita la didascalia introduttiva, la lealtà di cui è facile approfittare e l'amicizia difficile da mantenere. Centrale è anche il rapporto di scontro dell'adolescente con le istituzioni Scuola e Famiglia, il dramma di non riuscire a far credere la verità, e l'itinerario di degradazione che attende il protagonista, una volta proiettato nel mondo esterno. Non manca la satira sui personaggi minori che vengono ritratti impietosamente.

### Critica
Nel loro libro dedicato ad Hitchcock, Rohmer e Chabrol sottolineano che il regista coraggiosamente evita di sfruttare il precedente successo di Il pensionante e non riprende la tematica del delitto, si dedica ad altro e riesce a dimostrare di nuovo le sue "doti di creatore di atmosfere, di osservatore satirico, di virtuoso della macchina da presa". In particolare, cura alla perfezione tre sequenze: la descrizione del collegio all'inizio del film, la scena del locale notturno parigino, la sequenza del delirio a Marsiglia.
John Taylor Russell così commenta: "Il film ha innegabilmente i suoi momenti di assurdità... nonché certe ingenuità descrittive" ad esempio esemplificare la decadenza morale del protagonista facendolo scendere per una scala mobile della metropolitana di Londra, ma "visto oggi appare uno dei film muti più vivaci e più gioiosamente inventivi di Hitchcock" e cita la scena della pasticceria in cui il regista sfrutta gli effetti dell'illuminazione alla maniera del cinema tedesco e la scena della commedia musicale in cui gioca con le false apparenze, ingannando lo spettatore più volte sul ruolo del protagonista.